# Ondrej Borovský
Ondrej Borovský, též Andrej Borovský (9. března 1890 Ťahanovce – 23. srpna 1953 Ťahanovce) byl slovenský a československý politik a poúnorový poslanec Národního shromáždění ČSR za Stranu slovenské obrody.

## Biografie
Po únorovém převratu v roce 1948 patřil k frakci tehdejší Demokratické strany loajální vůči Komunistické straně Československa, která v této straně převzala moc a proměnila ji na Stranu slovenské obrody coby spojence komunistického režimu. Ve volbách do Národního shromáždění roku 1948 získal mandát v parlamentu za volební kraj Košice I. V parlamentu zasedal své smrti roku 1953, pak ho nahradil Vladimír Brežný. Zemřel v srpnu 1953.